# Wealthsimple
Wealthsimple Inc. est une compagnie de gestion de placement axé sur la génération Y. La compagnie a été fondée en 2014 par Michael Katchen à Toronto, Canada. Depuis 2022, la compagnie détenait environ 10 milliards de dollars canadien d'actifs. Le principal actionnaire de Wealthsimple est Power Corporation à 70,1 %. Selon le site officiel de la compagnie, il y a environ trois millions d'usagers.

## Produits et services

### Placements
Depuis sa création en 2014, Wealthsimple combine un robot-conseiller et des conseillers en direct,,. Les frais de gestion sont de 0,4 % à 0,5 % annuellement selon la taille du compte.

### Comptant
En avril 2018, Wealthsimple lance son compte d'épargne avec un taux d'intérêt de 1,7 %,. Le taux est maintenant de 4% en date de 2024.

### Impôt
En septembre 2019, Wealthsimple Inc. achète le logiciel SimpleTax qui est certifié par l'Agence du revenu du Canada et de revenu Québec,.

## Prix
En 2015, la compagnie Wealthsimple a reçu un prix offert par Product Hunt Toronto. Pour la 20e Webby Awards, wealthsimple est nommé le meilleur site web d'investissement bancaire et financier en 2016.